# Joachim Nitsch
Joachim Nitsch (* 21. Dezember 1940 in Jägerndorf) ist ein deutscher Ingenieur und Energiesystemanalyst.

## Werdegang
Nach dem Studium der Luft- und Raumfahrttechnik an der Universität Stuttgart promovierte Nitsch 1971 an der RWTH Aachen über gekoppelten Wärme- und Stoffaustausch. Von 1976 bis 2005 war Nitsch Leiter der Abteilung Systemanalyse und Technikbewertung am Institut für Technische Thermodynamik des DLR in Stuttgart. Zudem leitete er von 1988 bis 1993 das Fachgebiet Systemanalyse im Zentrum für Sonnenenergie- und Wasserstoff-Forschung Baden-Württemberg. Besonderen Einfluss auf die deutsche Energiepolitik hatte Nitsch in jüngerer Zeit durch seine maßgebliche Mitwirkung an den „Leitstudien“ des Bundesumweltministeriums für den Ausbau der erneuerbaren Energien, die sich als wissenschaftliche Basis für die Erneuerbare-Energien-Politik (Energiewende) in Deutschland im letzten Jahrzehnt durchsetzten.
Schwerpunkte von Nitschs Arbeit sind u. a. Szenarioanalysen und Technikfolgenabschätzung sowie Studien und Gutachten zu neuen Energie- und Antriebssystemen, insbesondere zu Regenerativen Energien, Kraft-Wärme-Kopplung und Wasserstoff-Technologien und Biokraftstoffen. Darüber hinaus entwickelte er Markteinführungskonzepte für den Einsatz dieser Technologien im Rahmen einer nachhaltigen Energiewirtschaft.
Von 2012 bis zur Hauptversammlung im August 2018 war Nitsch Aufsichtsrat der ABO Wind AG, eines in Wiesbaden ansässigen Projektentwicklers für erneuerbare Energien.

## Werke

### Bücher (Auswahl)
- Mit Manfred Fischedick und Ole Langniß: Nach dem Ausstieg. Zukunftskurs erneuerbare Energien, Stuttgart 2000, ISBN 3-7776-1078-X.
- Mit Joachim Luther: Energieversorgung der Zukunft. Rationelle Energienutzung und erneuerbare Quellen, Berlin Heidelberg 1990, ISBN 3-540-51753-7.
- Der Wärme- und Stoffaustausch an Tropfen bei hohen Dampfpartialdrücken und Dampfpartialdruckdifferenzen am Beispiel eines Gleichstromeinspritzkühlers, Dissertation Aachen 1971.

### Beiträge in wissenschaftlichen Fachzeitschriften (Auswahl)
- Thomas Pregger, Joachim Nitsch, Tobias Naegler: Long-term scenarios and strategies for the deployment of renewable energies in Germany. Energy Policy 59 (2013), 350–360, doi:10.1016/j.enpol.2013.03.049.
- Ulrike Lehr, Joachim Nitsch, Marlene Kratzat, Christian Lutz, Dietmar Edler: Renewable energy and employment in Germany. Energy Policy 36, Ausgabe 1 (2008), 108–117, doi:10.1016/j.enpol.2007.09.004.
- Wolfram Krewitt, Joachim Nitsch: The German Renewable Energy Sources Act—an investment into the future pays off already today. Renewable Energy 28, Ausgabe 4 (2003), 533–542, doi:10.1016/S0960-1481(02)00064-2.
- Franz Trieb, Joachim Nitsch, Stefan Kronshage, Christoph Schillings, Lars-Arvid Brischke, Gerhard Knies, G. Czisch: Combined solar power and desalination plants for the Mediterranean region — sustainable energy supply using large-scale solar thermal power plants. Desalination 153 (2003), 39–46, doi:10.1016/S0011-9164(02)01091-3.

### Festschriften zu Ehren Nitschs
- Ole Langniß, Martin Pehnt (Hrsg.): Energie im Wandel. Politik, Technik und Szenarien einer nachhaltigen Energiewirtschaft. Joachim Nitsch zum 60. Geburtstag, Springer Berlin – Heidelberg 2001, ISBN 3-540-41329-4.

## Preise und Auszeichnungen
- Deutscher Solarpreis 2005
- Deutscher Solarpreis 2010, Kategorie Sonderpreis für persönliches Engagement[3]
- Bundesverdienstkreuz am Bande 2021